# Mellansjön (Fridlevstads socken, Blekinge)
Mellansjön är en sjö i Karlskrona kommun i Blekinge och ingår i Lyckebyån-Nättrabyåns kustområde.